# Односи Србије и Индије
Односи Србије и Индије су инострани односи Републике Србије и Републике Индије.

## Историја односа

### Односи Југославије и Индије
Прва посета Тита Индији је организована 1954/1955.
Тито је посетио Индију и крајем јануара 1955. на повратку у Југославију.
Нехру је посетио ФНР Југославију 1955.
Нехру је посетио ФНР Југославију 1956. (где је већ боравио председник Египта Насер)
Тито је посетио Индију 1959.
Нехру је учествовао на првој конференцији несврстаних 1961. у Београду
Премијер Индије Лал Бахадур Шастри је посетио Југославију 1965.
Председник Индије Радакришнан је посетио Југославију 1965.
Премијерка Индије Индира Ганди је посетила Југославију 1966. Тито у посети Индији октобра 1967. (састанак Тито−Насер−Индира). Премијерка Индије Индира Ганди је посетила Југославију 1967.
Тито у посети Индији 1968. тројни разговори Тито−Индира−Косигин.
Председник Индије Закир Хусеин је посетио Југославију 1968.
Тито у посети Индији 1971.
Председник Индије Варахагири Венката Гири је посетио Југославију 1972.
Премијерка Индира Ганди је посетила Југославију 1973.
Тито у посети Индији 1974.
Председник Индије Фахрудин Али Ахмед је посетио Југославију 1975.
Премијер Индије Морарџи Десај је посетио Југославију 1979.
Индира Ганди је присуствовала Титовој сахрани 1980.

## Билатерални односи
Дипломатски односи са Индијом су успостављени 1948. године.
Индија подржава територијални интегритет и суверенитет Србије и не признаје независност Косова. Индија је чланица покрета Несврстаних, организације у којој је бивша Југославија била доста утицајна.
Председник РС Томислав Николић сусрео се у Москви 8. маја 2015. године са председником Индије Пранабом Мукерђијем, поводом одржавања Параде победника.
Индија је гласала против пријема Косова у УНЕСКО 2015.
Председник Владе Србије Александар Вучић борави у вишедневној посети Индији од 9. до 13. јануара 2017. Учествује на глобалном самиту Вибрант Гуџарат (Vibrant Gujarat) који се одржава сваке друге године у Гуџарату.

### Економски односи
У 2021. години робна размена је износила готово 256 милиона долара (извоз из РС: 26,3 милиона УСД; увоз у РС: 229,6 милиона УСД).
У 2020. години робна размена износила је 199,3 милиона  долара (извоз из РС: 18,4 милиона УСД; увоз у РС: 180,9 милиона УСД).
У 2019. години робна размена је износила 177,8 милиона долара (извоз из РС: 8,8 милиона УСД; увоз у РС: 169 милиона УСД).

### Дипломатски представници

#### У Београду
- Санџив Коли, амбасадор, 2021. -
- Субрате Батачарџи, амбасадор, 2018. - 2021.
- Нариндер Чохан, амбасадор, 2013. - 2018.
- Ненгча Мукопадаја, амбасадор, 2010. - 2013.
- Аџеј Сваруп, амбасадор, 2007. - 2010.
- Лавинија Прасад, амбасадор, 2003. - 2007.
- Арун Кумар, амбасадор, 2000. - 2003.
- Шанкар Матур, амбасадор, 1996. - 2000.
- Кетан Шукла, амбасадор, 1994. - 1996.
- Адитја Хаксар, амбасадор, 1990. - 1994.
- Нагендра Нат Џа, амбасадор, 1989. - 1990.
- Лакан Лал Мехротра, амбасадор, 1985. - 1989.
- Џагдиш Рундраја Хирамат, амбасадор, 1983. -1985.
- Ашоке Сен Чиб, амбасадор, 1978. - 1983.
- Натараџан Кришнан, амбасадор, 1976. - 1979.
- Парапил Нарајана Менон, амбасадор, 1972. - 1976.
- Рики Џаипал, амбасадор, 1969. - 1972.
- Џаи Кумар Атал, амбасадор, 1966. - 1969.
- Рангиа Субра Мани, амбасадор, 1964. - 1966.
- Џаган Нат Косла, амбасадор, 1961. - 1963.
- Али Џавар Џунг, амбасадор, 1958. - 1961.
- Рајвар Дајала, амбасадор, 1955. - 1958.
- Бинај Ранџан Сен, амбасадор, 1952. - 1955.

Први индијски дипломатски представник акредитован у Југославији био је индијски амбасадор са сталним средиштем у Риму Б. Р. Сен, који је предао акредитивна писма 24. октобра 1952. Посебан амбасадор акредитован у Београду Рајвар Дајала упућен од 1954.

#### У Њу Делхију
Амбасада Републике Србије у Њу Делхију (Индија) радно покрива Бангладеш, Авганистан, Непал, Шри Ланку, Малдиве и Бутан.
- Синиша Павић, амбасадор, 2022. -
- Владимир Марић, амбасадор, 2014. - 2020.
- Јован Мириловић, амбасадор, 2009. - 2014.
- /  Вук Жугић, амбасадор, 2004. - 2009.
- Чедомир Штрбац, амбасадор, 1997. - 2002.
- Ернест Петрич, амбасадор, 1989. - 1991.
- Живојин Јазић, амбасадор, 1986. - 1989.
- Данило Билановић, амбасадор, 1981. - 1986.
- Анђелко Блажевић, амбасадор, 1977. - 1981.
- Илија Топаловски, амбасадор, 1973. - 1977.
- Салко Фејић, амбасадор, 1972. - 1973.
- Славко Комар, амбасадор, 1967. - 1971.
- Радивој Увалић, амбасадор, 1962. − 1967. и 1971.
- Душан Кведер, амбасадор, 1958. - 1962.
- Богдан Црнобрња, амбасадор, 1954. - 1958.
- Гојко Николиш, амбасадор, 1953. - 1954.
- Јоже Вилфан, амбасадор, 1951. - 1953.
- Јосип Ђерђа, амбасадор, 1950. - 1951. (први југословенски амбасадор акредитован у Индији)